# 春風亭小柳
春風亭 小柳（しゅんぷうてい こりゅう）は、落語の名。柳派の前座名のひとつとされているが当代は真打で名乗っている。
- 初代春風亭小柳 - 後∶四代目麗々亭柳橋
- 二代目春風亭小柳 - 後∶五代目麗々亭柳橋
- 春風亭小柳 - 後∶三代目桂三木助
- 春風亭小柳 - 後∶十代目柳亭芝楽
- 当代春風亭小柳 - 本項で詳細。

春風亭 小柳（しゅんぷうてい こりゅう、1972年5月8日 - ）。東京都出身、落語芸術協会所属。出囃子∶『井出の山吹』。本名：中村 修。

## 経歴
日本大学文理学部史学出身。2001年5月、九代目春風亭小柳枝に入門。前座名「小まさ」。
2005年7月に二ツ目昇進、「笑松」に改名。
2015年5月に三笑亭小夢、二代目三笑亭夢丸と共に真打昇進。「春風亭小柳」を襲名。